# Атерина мисова
Атерина мисова (Atherina breviceps) — вид риб з родини Atherinidae. Солонуватоводно-прісноводна пелагічно-нерітична субтропічна риба, сягає 11,0 см довжини. Зустрічається в південно-східній Атлантиці: від Людериця в Намібії до північного Натала в ПАР.